# اوگاساوارا ناگاتادا
اوگاساوارا ناگاتادا (به ژاپنی: 小笠原信興)؛ یک سامورایی در دوره سنگوکو و دوره آزوچی-مومویاما و ارباب قلعه تاکاتنجین  و از اهالی ولایت توتومی بود.